# 巴莱里娅·德尔坎波
巴莱里娅·德尔坎波·古铁雷斯（西班牙語：Valeria del Campo Gutiérrez；2000年2月15日—），哥斯达黎加女子足球运动员，司职中后卫，目前效力于蒙特雷足球俱乐部和哥斯达黎加国家女子足球队。她曾代表哥斯达黎加参加2022年中北美洲及加勒比海女子足球锦标赛和2023年国际足联女子世界杯等多场国际赛事。